# Jean Baptiste Dominique Rusca
François Rusca, francoski general, * 1761, † 1814.